# Абделјаил Хада
Абделјаил Хада (23. март 1972) бивши је марокански фудбалер.

## Репрезентација
За репрезентацију Марока дебитовао је 1996. године, наступао и на Светском првенству 1998. године. За национални тим одиграо је 41 утакмица и постигао 19 голова.

## Статистика
| Мароко | Мароко | Мароко |
| Год.   | Ута.   | Гол.   |
| ------ | ------ | ------ |
| 1996   | 4      | 3      |
| 1997   | 2      | 1      |
| 1998   | 9      | 4      |
| 1999   | 7      | 3      |
| 2000   | 5      | 2      |
| 2001   | 10     | 4      |
| 2002   | 4      | 2      |
| Укупно | 41     | 19     |